# Porschdorf
Porschdorf – dzielnica miasta Bad Schandau w Niemczech, w kraju związkowym Saksonia, w powiecie Sächsische Schweiz-Osterzgebirge, we wspólnocie administracyjnej Bad Schandau. Do 29 lutego 2012 należała do okręgu administracyjnego Drezno. Do 31 grudnia 2011 była to samodzielna gmina.